# Henriette Baranius
Henriette Rahel Baranius nata Husel (Danzica, 20 settembre 1760 – Berlino, 5 giugno 1853) è stata un soprano e attrice tedesca.

## Biografia
Chiamata all'Opera di corte di Berlino nel 1784, vi fu attiva fino al 1797. Nel 1788 sposò l'attore August Wilhelm Baranius ma ne divorziò dopo due anni. Tra i ruoli più noti da lei interpretati si ricorda quello di Blonde nel Ratto dal serraglio di Wolfgang Amadeus Mozart. Il gossip dell'epoca e il susseguente mito sostengono che il compositore fosse innamorato della cantante.
Un articolo anonimo del 1796 sulla compagnia del teatro berlinese descrive Henriette come cantante e attrice eccellente e di grande fascino. Perciò avrebbe sostenuto un enorme carico di lavoro, apparendo quasi ogni sera in un ruolo da protagonista. Il suo ritiro dalle scene l'anno seguente fu considerato una grave perdita.
Nel 1799 sposò in seconde nozze Johann Friedrich Ritz (1755-1809), già ciambellano privato di Federico Guglielmo II ed ex marito della favorita del re, Wilhelmine Enke. Egli edificò per Henriette la Villa Ritz alla periferia nord di Potsdam, in Berliner Straße 136. La coppia non ebbe figli.